# Parken (voetbalstadion)

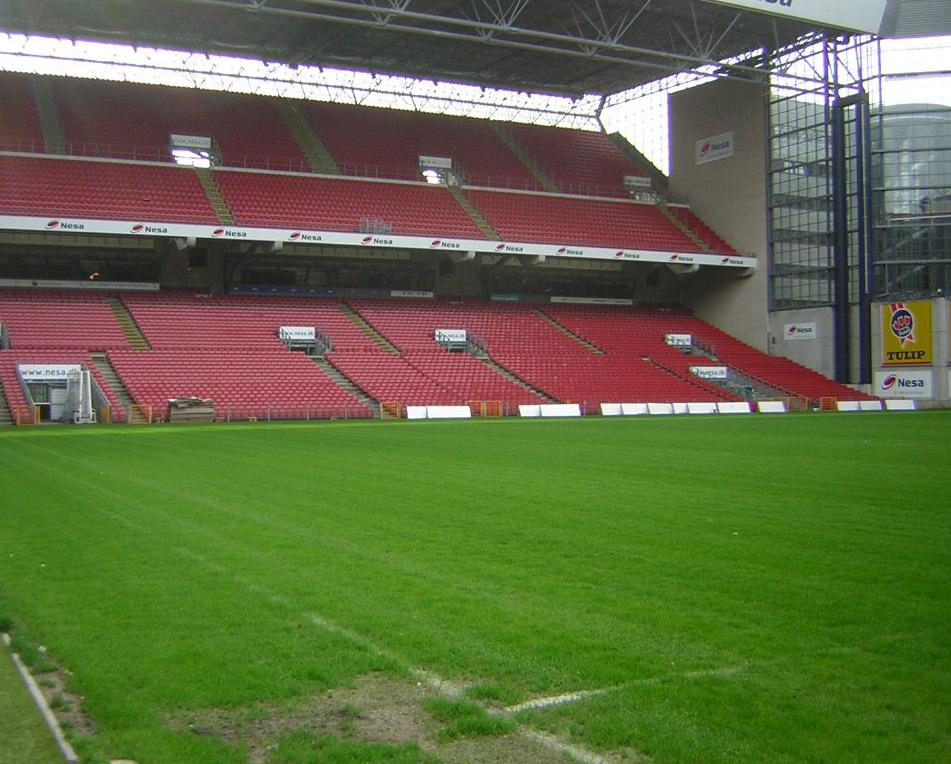
Het stadion van binnen

Parken (Nederlands: Het Park) is een voetbalstadion in het district Østerbro van Kopenhagen, de hoofdstad van Denemarken. Het stadion, gebouwd tussen 1990 en 1992, biedt plaats aan meer dan 38.000 toeschouwers en is de thuisbasis van topclub FC Kopenhagen en het Deense nationale elftal.

## Geschiedenis

### Sloop en herbouw
Parken werd van 1990 tot 1992 gebouwd op de plaats van het voormalige Deense nationale stadion Idrætsparken. De laatste interland voor de sloop, op 14 november 1990, behelsde een kwalificatiewedstrijd voor het Europees kampioenschap van 1992 waarin Joegoslavië met 2-0 de betere ploeg bleek.
Het stadion werd herbouwd door investeerder Baltica Finans A/S, in ruil voor de garantie van de Deense voetbalbond dat alle nationale wedstrijden in de daaropvolgende 15 jaar in Parken zouden worden gespeeld. De sloop en reconstructie van drie van de oorspronkelijke vier tribunes kostte 640 miljoen kronen. Op 9 september 1992 werd het nieuwe stadion geopend en ingewijd met een vriendschappelijke wedstrijd tegen Duitsland. De Denen gingen met 1-2 ten onder. Sinds 20 mei 1993 (Odense BK-Aalborg BK 2-0) zijn alle finales van de strijd om de Deense voetbalbeker in het Parken gespeeld.

### Uitgeroepen tot sterrenstadion
In de herfst van 1993 werd Parken opgenomen in de lijst met sterrenstadions van de Europese voetbalbond UEFA, waardoor het kon worden gebruikt als toneel voor de finales van de UEFA Cup en de in 1999 opgeheven Europacup II. Omdat het stadion slechts vier sterren kreeg, mochten er geen UEFA Champions League-finales worden gehouden: deze vereisten een minimale capaciteit van 50.000 plaatsen. De UEFA beoordeelt stadions inmiddels niet meer met sterren. In 1998 verkocht Baltica Finans Parken voor 138 miljoen kronen aan bespeler FC Kopenhagen. De club is thans de eigenaar van zowel het stadion als de aangrenzende kantoorgebouwen, die worden beheerd door Parken Sport & Entertainment.

### Fanincident van 2007
Op 2 juni 2007 werd in Parken een kwalificatiewedstrijd voor het EK voetbal van 2008 gehouden tussen Denemarken en Zweden. Na een overtreding van de Deen Christian Poulsen op tegenstander Markus Rosenberg binnen het strafschopgebied besloot scheidsrechter Herbert Fandel tot een penalty. Een dronken Deense fan was het hier niet mee eens, rende het veld op en viel de arbiter aan. De wedstrijd werd vervolgens afgelast en de arbitragecommissie van de UEFA besloot dat Zweden reglementair met 3-0 gewonnen had. Ook de beveiliging van Parken werd bekritiseerd, en men oordeelde dat de komende twee interlands van Denemarken niet meer in Parken gehouden mochten worden. Deze wedstrijden werden gespeeld in het NRGi Park-Stadion in Aarhus

### Renovatie noordzijde
Vanaf eind 2007 werd Parken deels gerenoveerd. De noordtribune (vanwege sponsorverplichtingen ook wel bekend als de Coca-Cola-tribune) werd vervangen door een moderne constructie. De nieuwe tribune was klaar in 2009, tegelijk met een speciale techniek waardoor het stadion met het dak dicht door middel van een muur in tweeën kan worden gesplitst. Zo kunnen er ook sporten als tennis en handbal worden gespeeld. Doordat deze muur met lucht gevuld kan worden, is hij geluiddicht.
De herontwikkeling van de noordzijde van het stadion zorgde voor nieuwe kleedkamers, nieuwe stoelen en 8700 extra m² kantoorruimte. Op de achtste verdieping van het bouwwerk is tevens het restaurant Geranium gehuisvest, sinds 2016 bekroond met drie Michelinsterren.

## Evenementen
Parken wordt naast voetbal ook gebruikt voor andere evenementen. Internationale artiesten geven er concerten, en ook het programma X-Factor heeft er tweemaal de finale gehouden. Bij de laatste show op vrijdag 25 januari 2011 waren er 45.000 aanwezigen.
In 2012 trad hier Madonna op. Op 12 mei 2001 werd het Eurovisiesongfestival in Parken gehouden. Op 16 en 17 juni 2014 trad One Direction hier op voor 83.577 fans tijdens de Where We Are Tour.

## Belangrijke wedstrijden
Tijdens het uitgestelde EK Voetbal 2020 in 2021 is Parken een van de 12 stadions waar het EK wordt gehouden. Er worden drie wedstrijden in de groepsfase gespeeld en één achtste finale. Bij de eerste wedstrijd, op 12 juni 2021, werd de Deense sterspeler Christian Eriksen onwel op het veld waarna de wedstrijd geruime tijd werd stilgelegd. Na reanimatie werd Eriksen naar het  nabijgelegen Rigshospitalet gebracht.
| Datum          | Team #1       | Uitslag           | Team #2     | Competitie                   | Toeschouwers              |
| -------------- | ------------- | ----------------- | ----------- | ---------------------------- | ------------------------- |
| 4 mei 1994     | Arsenal FC    | 1-0               | Parma       | Finale Europacup II 1993-94  | 33.765                    |
| 17 mei 2000    | Galatasaray   | 0-0 (na pen. 4-1) | Arsenal     | Finale UEFA Cup 1999/00      | 38.919                    |
| 8 oktober 2005 | Denemarken    | 1-0               | Griekenland | WK 2006-kwalificatie groep 2 | 42.099 (record)           |
| 6 april 2006   | FC Kopenhagen | 1-0               | Lillestrøm  | Finale Royal League 2005-06  | 13.617                    |
| 30 april 2006  | FC Kopenhagen | 0-0               | Brøndby IF  | SAS Ligaen 2005-06           | 41.201 (competitierecord) |
| 2 juni 2007    | Denemarken    | 0-3 (zie hier)    | Zweden      | EK 2008-kwalificatie groep F | 42.083                    |